# بیروا، کوئینزلند
بیروا (به انگلیسی: Beerwah) یک شهرک در استرالیا است که در کوئینزلند واقع شده‌است.